# Семёнов-Прозоровский, Никита Юрьевич
Ники́та Ю́рьевич Семёнов-Прозоро́вский (Прозоровский; род. 17 октября 1955, Москва) — советский и российский актёр театра, кино и дубляжа, диктор, бард, певец. С 1994 года занимается дубляжом и закадровым озвучиванием зарубежных фильмов и телесериалов, озвучивает компьютерные игры и рекламные ролики. В разное время являлся «голосом» телеканалов «НТВ», киноканалов «НТВ-Плюс», «Discovery», «Восьмого канала».

## Биография
Никита Семёнов-Прозоровский родился 17 октября 1955 года в Москве. Отец принадлежит к роду архитекторов, наиболее известным из которых был его дед Владимир Николаевич Семёнов (1874—1960). Дед Никиты по материнской линии служил директором во МХАТе. Во время обучения в школах Никита подрабатывал санитаром в научно-исследовательском институте им. Склифосовского. Впоследствии, приняв предложение тогдашнего администратора Театра на Таганке Якова Безродного, с 1972 года работал там в качестве монтировщика сцены.
В 1983 году окончил Высшее театральное училище имени Б. В. Щукина (курс Юрия Катина-Ярцева); до этого пробовался на режиссёрском факультете, но провалил экзамены. После окончания училища был приглашён режиссёром Юрием Любимовым в Театр на Таганке, где участвовал в различных спектаклях и был председателем профкома. Тогда же стал сниматься в кино. Ушёл из театра после его раскола в 1992 году, после этого несколько лет состоял в «Содружестве актёров Таганки».
В 1997—2002 годах сотрудничал с театром «Вернисаж» Юрия Непомнящего, в том числе и как постановщик.
Среди работ Никиты Прозоровского — дублирование американского актёра Роберта Де Ниро, британского актёра Гэри Олдмена в фильмах «Бэтмен: Начало» и «Тёмный рыцарь», Бена Кингсли, а также дублирование и озвучивание во множестве фильмов и сериалов (Джеймс «Сойер» в телесериале «Остаться в живых», Джо и Росс в телесериале «Друзья», Рустем-паша и Матракчи в сериале «Великолепный век»). Принимает участие в озвучивании мультфильмов (Скуби-Ду и Шэгги). Участвует в озвучивании локализованных на русский язык компьютерных игр: озвучил Джо Барбаро в компьютерной игре Mafia II, доктора Ватсона в нескольких частях игры про Шерлока Холмса, G-Man в играх серии Half-Life, различных персонажей серии «Ведьмак» и многих других.

## Фильмография
- 1984 — Полоса препятствий — Эдик
- 1986 — Плюмбум, или Опасная игра — дружинник
- 1991 — Штемп — следователь Гвоздев
- 1993 — Серые волки — майор Сухов
- 1993 — Свистун
- 1994 — Тацу
- 1994 — Железный занавес — учитель
- 1995 — Дом — Кочкарёв
- 1996 — Мужчина для молодой женщины — продавец ружья
- 1998 — Отражение — Сергей Юрьевич
- 1999 — Будем знакомы! — Санаев
- 2001 — Сезон охоты 2 — Геннадий Степанюк, он же «Доктор», сосед Погодина
- 2001 — Два солдатика бумажных
- 2003 — Марш Турецкого 3. Секта — Илларион, глава секты
- 2003 — Стиле-2 — Сергей Константинович, хирург
- 2003 — Другая женщина, другой мужчина — психотерапевт с язвой
- 2004 — Кодекс чести- 2 — Николай Данилович Андрусевич, депутат (фильм № 3 «Игра на выживание»)
- 2005 — Мой личный враг — Михаил Андреевич
- 2005 — Человек войны — Морозов, доктор
- 2006 — Союз без секса
- 2007 — Чужие тайны — священник
- 2008 — Другое лицо — доктор
- 2008 — Закон и порядок. Преступный умысел 3 — Игорь Трояновский (серия № 1 «Погрешность»)
- 2008 — Осенний детектив — Александр Киреев (фильм № 7 «Венецианское зеркало»)
- 2008 — Гоголь: Портрет загадочного гения — граф А. П. Толстой
- 2008 — Солдаты-14 — проверяющий полковник Дмитрий Сергеевич
- 2009 — Бомжиха 2 — Дуплов
- 2009 — Я — Вольф Мессинг — доктор Тишинский
- 2009 — Телохранитель-3 — Евгений Григорьевич (фильм № 1 «Не своё дело»)
- 2009 — Вызов 4
- 2010 — Дом образцового содержания — Корейчик, смотрящий в Нью-Йорке (23-я серия)
- 2010 — Всегда говори «Всегда»-6 — Погодин, директор строительной компании «Спектр»
- 2010 — Учитель в законе. Продолжение
- 2010 — Братаны 2 — Петр Филлипович Романов, следователь
- 2011 — Лесник — Степан Луговой (фильм № 14 «Без вести пропавший»)
- 2011 — Адвокат 8 — Андрей Киреев (10-я серия «По закону совести»)
- 2012 — Дикий 3 — Наумов (фильм № 9 «Сила убеждения»)
- 2013 — Кодекс чести-6 — муж Веры (2-я серия «Захват»)
- 2014 — Господа-товарищи — Павел Анатольевич Кушнарёв, профессор
- 2014 — Сучья война — Александр Александрович
- 2014 — Две легенды — Куратор
- 2015 — Во веки вечные — Эдуард Львович
- 2016 — Провокатор — профессор Вольский
- 2017 — По ту сторону смерти — Александр Ильич Бабич, хирург (фильм № 1 «Быстров»)
- 2020 — Грозный — Иван Висковатый
- 2023 — Не дождётесь — Гора

## Дубляж и закадровое озвучивание

### Фильмы

#### Гэри Олдмен
- 2013 — Паранойя — Николас Уайатт[6]
- 2012 — Тёмный рыцарь: Возрождение легенды — комиссар Джеймс Гордон[7]
- 2008 — Тёмный рыцарь — комиссар Джеймс Гордон[7]
- 2005 — Бэтмен: Начало — лейтенант Джеймс Гордон[7]

#### Роберт Де Ниро
- 2013 — Большая свадьба — Дон Гриффин[6]
- 2008 — Право на убийство — Томас Коуэн[6]

#### Бен Кингсли
- 2011 — Хранитель времени — Жорж Мельес[6]
- 2010 — Остров проклятых — доктор Коули[6]

#### Другие фильмы
- 2016 — Служанка — дядя Кодзуки (Чо Чин Ун[англ.])[8]
- 2014 — Охотник на лис — режиссёр документального фильма (Дэвид Беннетт)[9]
- 2014 — Исчезнувшая — Данатели (Джейми МакШейн)[10]
- 2013 — Элизиум — рай не на Земле[11] — эскорт инвестора (Саймон Люн)
- 2013 — Человек из стали — доктор Эмиль Гамильтон (Ричард Шифф)[11]
- 2021 — Не смотрите наверх — Питер Ишервел (Марк Райлэнс)[12]
- 2008 — Хроники Спайдервика — Артур Спайдервик (Дэвид Стрэтэйрн)[8]
- 2006 — Люди Икс: Последняя битва — Уоррен Уортингтон II
- 2003 — Люди Икс 2 — сенатор Келли (Брюс Дэвисон)
- 2000 — Люди Икс — сенатор Келли (Брюс Дэвисон)
- 1997 — Пятый элемент — профессор Пэколи, Трики, Фингер (дубляж фирмы «СВ-Дубль» по заказу кинокомпании «НТВ-Профит», 1997 г.)[10]
- 1996 — Флиппер[англ.][8]
- 1995 — Джуманджи — Алан Пэрриш, половина мужских ролей (закадр. перевод для «ОРТ»)[10]
- 1992 — Пассажир 57 — Чарльз Рейн (Брюс Пэйн)[10]
- 1985 — Безумный Макс 3: Под куполом грома[10] — Доктор Дилгуд, церемониймейстер и главный аукционист Бартертауна (Эдвин Ходжман)
- 1977 — Звёздные войны. Эпизод IV: Новая надежда — C-3PO (дубляж — «Первый канал»)[13]; Хан Соло, Уилхуфф Таркин (закадр. — «РТР»)
- 1964 — Голдфингер — Аурик Голдфингер (Герт Фрёбе)[10]
- 1939 — Волшебник страны Оз — Дядя Генри, капитан армии Мигунов, жевуны[7]

### Телесериалы
- 2022 — Уэнздей — Гомес Аддамс (Луис Гусман) (дубляж студии «Red Head Sound»)[14]
- 2013 — Карточный домик — Фрэнсис (Фрэнк) Андервуд (Кевин Спейси)[15] (со 2 сезона, закадровое озвучивание)
- 2011 — 2014 — Великолепный век — Матракчи Насух Эфенди, Рустем-паша, Гюль-ага[16]
- 2010 — Менталист — Уэйн Ригсби; эпизодические персонажи (дубляж для «ТВ-3»)[10]
- 2004 — Остаться в живых — Джеймс «Сойер» Форд (Джош Холлоуэй)[17][18]
- 2001 — 24 часа — Карл Вебб (закадровый перевод для «Первого канала») / мужские роли (8 сезон, «пиратский» перевод «НоваМедиа», 2010)[10]
- 1994 — Друзья — Джо Триббиани (с 1-го сезона), Росс Геллер (с 4-го сезона) (закадровый перевод для «РТР», «СТС»); Джо Триббиани и Росс Геллер (все сезоны, закадровый перевод для Paramount Comedy)[19]
- 1989 — Пуаро Агаты Кристи — Инспектор Джепп, второстепенные роли в ряде серий (закадровый перевод киностудии «Фильм-Экспорт»)[10]
- 1984 — Приключения Шерлока Холмса — Ватсон, второстепенные роли (закадровый перевод)[10]

### Мультфильмы
- 1950 — Золушка — Великий Герцог[10]
- 1970 — Коты-аристократы — адвокат Жорж Хоткурт (дубляж студии «Пифагор»)[10]
- 1985 — Чёрный котёл — Ффлюддур Ффлам[10]
- 1989 — Русалочка — священник[10]
- 1999 — Отважный маленький тостер: Лучший друг[20]
- 2001 — Шрек — Волшебное зеркало, один из трёх поросят[10]
- 2003 — Пиноккио 3000 — Джепетто; Спенсер[20]
- 2004 — Ходячий замок — Хаул; диктор (дубляж «AB-Video» по заказу Первого канала, 2007 г.)[20]
- 2020 — Скуби-Ду — Скуби-Ду и Шэгги[21]
- 2021 — Космический джем: Новое поколение — Марсианин Марвин[20]

### Мультсериалы
- 1975 — Медвежонок Паддингтон — текст от автора (за всех персонажей) (дубляж «СВ-Дубль» по заказу ТНТ, 1998 г.)[22]
- 1975 — Шоу Тома и Джерри (закадр. студия «Нота», «РТР»)[10]
- 1976 — Скуби-Ду Шоу — Шэгги Роджерс и Скуби-Ду (в двух вариантах дубляжа — «СТС» и Cartoon Network)[8]
- 1991 — Тасманский дьявол — диктор, Диджери Динго, эпизодические персонажи[10]
- 1993 — Мыши-байкеры с Марса — Модо (дубляж телеканала «ТВ-6» 1995-96 гг.; часть серий, в остальных его озвучивал Дмитрий Полонский)[10]
- 1997 — Табалуга[20] — Джеймс, Хамсин и второстепенные персонажи (дубляж для «СТС»)
- 1999 — Губка Боб Квадратные Штаны — исполняет песню про шнурки из серии «У тебя шнурки не завязаны»[20]
- 2001 — Шаман Кинг — Рио, Амидамару, Басон, второстепенные роли (1 сезон)[10]
- 2001 — Самурай Джек[20] — Джек, астронавт с калькулятором (1 сезон, 5 серия), Безумный Джек (1 сезон, 8 серия), рабовладелец (2 сезон, 3 серия), хулиганы и робот (2 сезон, 6 серия), парикмахер (4 сезон, 5 серия), стражник (4 сезон, 8 серия), закадровый голос (дубляж для Cartoon Network с 1 по 4 сезон и закадровый перевод 5 сезона, Jaskier)
- 2002 — Что новенького, Скуби-Ду?[20] — диктор, Шэгги Роджерс, Скуби-Ду и второстепенные персонажи (дубляж для «СТС»)
- 2003 — Черепашки-ниндзя — Леонардо, Рафаэль, Сплинтер, Шреддер, Бакстер Стокман, Хан, второстепенные персонажи (дубляж «Екатеринбург Арт Home Video», 1 сезон, 1-24 серии)[20]
- 2005 — Американский папаша![20]
- 2010 — Мои маленькие пони: Дружба — это чудо — все мужские роли в 1 сезоне, часть мужских ролей в 2-5, с 7-го сезона (в том числе Дискорд), в 6-м сезоне только Дискорд; диктор (дубляж «Первого канала» и «ВГТРК»)[8]
- 2011 — Шоу Луни Тюнз — марсианин Марвин[23]
- 2015 — Будь классным, Скуби-Ду! — Скуби-Ду и Шэгги[23]
- 2016 — Роботы-поезда (1 сезон) —  часть мужских ролей (в том числе Дюк, Виктор, Джеффри)[23]

### Компьютерные игры
Помимо дубляжа кино и мультфильмов, актёр является одним из самых востребованных голосов в озвучивании компьютерных игр.
«Недавно в одной компьютерной игре [«Три маленькие белые мышки»] мне доверили роль белого мышонка Нэльсона. Это было ни с чем не сравнимое удовольствие!»
- 1997 — Fallout — Декер[10]
- 2002 — Grand Theft Auto: Vice City — Хуан Гарсия Кортес[24] (озвучка студии GamesVoice, 2025 г.)
- 2003 — Max Payne 2: The Fall of Max Payne — Владимир Лем; офицер Питерсберг; лорд Джек[10]
- 2004 — Half-Life 2 («Бука») — Уоллес Брин[25]
- 2006 — The Elder Scrolls IV: Oblivion[8] («Золотое издание» от «1С» 2007 г.) — Манкар Каморан, голос бретонцев-мужчин на Дрожащих Островах
- 2006 — Half-Life 2: Episode One — Уоллес Брин / G-Man[25]
- 2006 — Dreamfall: Бесконечное Путешествие — Вамон; Чаван; продавец специй; Слепой Боб[26]
- 2006 — Dark Messiah of Might and Magic — Кха-Белех, гоблины[10]
- 2006 — Runaway 2: The Dream of The Turtle — Чепмен; попугай; О’Коннор и др.[26]
- 2006 — Шерлок Холмс и секрет Ктулху — доктор Ватсон[26]
- 2007 — BioShock — Ян Сушонг и др.[10]
- 2007 — Half-Life 2: Episode Two — G-Man / вортигонты[25]
- 2007 — Шерлок Холмс против Арсена Люпена — доктор Ватсон; архитектор[26]
- 2007 — Tomb Raider: Anniversary — Ричард Крофт[10]
- 2007 — Три маленькие белые мышки: Визит морской крысы — Нэльсон; второстепенные персонажи[26]
- 2007 — Три маленькие белые мышки: День рождения морской крысы — Нэльсон; второстепенные персонажи[26]
- 2007 — Ведьмак — Деклан Леуваарден; Адам; Профессор; Эскель; Ори Ройвен (Чистильщик обуви), второстепенные персонажи[10]
- 2007 — Team Fortress 2 — медик[10]
- 2008 — Lost: Via Domus — Джеймс «Сойер» Форд[26]
- 2008 — Квант Милосердия — Билл Таннер, Алек Димитриос, Картер, второстепенные персонажи[26]
- 2009 — Risen[27] — Луис, Ингвар, Финн, Марек, Адан, Даргел, Серджио, Конрад, Сантьяго
- 2009 — Шерлок Холмс против Джека Потрошителя — доктор Ватсон[28]
- 2010 — Mafia II — Джо Барбаро, Томми Анжело[7][10]
- 2011 — Call of Duty: Modern Warfare 3 — Комаров, эпизодические персонажи[10]
- 2011 — Battlefield 3 — Дмитрий Маяковский[10]
- 2012 — Assassin’s Creed III — Хэйтем Кенуэй[10]
- 2012 — Call of Duty: Black Ops II — Рауль Менендес[7]
- 2012 — Hitman: Absolution — Блейк Декстер[7]
- 2013 — Crysis 3 — Карл Раш[10]
- 2013 — Battlefield 4 — Дмитрий Маяковский[11]
- 2014 — Watch Dogs — Ти-Боун Грэди[10]
- 2014 — Valiant Hearts: The Great War — Эмиль (письма)[29]
- 2014 — Assassin's Creed Rogue — Хэйтем Кенуэй[30]
- 2015 — Ведьмак 3: Дикая Охота — император Эмгыр вар Эмрейс[31], эпизодические персонажи
- 2016 — Assassin's Creed Syndicate — Уэйд Линтон, Чарльз Дарвин[32]
- 2016 — Watch Dogs 2 — Ти-Боун Грэди[33]
- 2017 — StarCraft: Remastered — Тассадар[34]
- 2017 — Assassin's Creed Origins — Евдор[35]
- 2018 — Far Cry 5 — Ричард «Датч» Рузвельт[36]
- 2019 — Assassin's Creed Odyssey — Николаос[37]
- 2019 — Metro Exodus — Николай «Тэтэшник» Токарев, оружейник Ордена Спарты, член экипажа «Авроры»[38]
- 2019 — Lost Ark — Шанди[39]
- 2020 — Assassin's Creed Valhalla — Тор, Хальфдан Рагнарссон, Эверольд[40]
- 2020 — Black Mesa — G-Man[41] (озвучка студии GamesVoice, 2023 г.)
- 2020 — Half-Life: Alyx — G-Man[42] (озвучка студии GamesVoice, 2023 г.)
- 2021 — Far Cry 6 — Эль Тигре[43]
- 2021 — It Takes Two — чертёнок[44] (озвучка студии GamesVoice, 2024 г.)
- 2023 — Alan Wake 2 — Каспер Дарлинг[45] (озвучка студии GamesVoice)
- 2025 — Gedonia 2 — Арванд Гейб[46] (озвучка студии GamesVoice)

## Озвучивание

### Мультфильмы и мультсериалы
- 2006 — Князь Владимир — посланник из Византии
- 2007 — Удивительные приключения Хомы. Как Хома свою нору искал — Медведь, Дятел, Ёж
- 2007 — Сказка про волка — корова, лошадь, осёл, охотники
- 2008 — Удивительные приключения Хомы. Как Хома рыбу ловил — Ёж
- 2008 — Удивительные приключения Хомы. Как друзья Хому лечили — Дятел, Заяц, Ёж
- 2009 — Первый отряд — обергруппенфюрер Линц
- 2012 — Удивительные приключения Хомы. Как Хома с медвежонком играл — Волк, Медведь
- 2012 — Удивительные приключения Хомы. Как Хома тишины хотел — Медведь
- 2013 — Весёлые биографии. Про мальчика и зайчиков — рассказчик
- 2014 — Паровозик Тишка. Новые приключения —  Василич, Минутыч, второстепенные персонажи
- 2015 — 2016 — 10 друзей кролика — медведь Михалыч
- 2016 — Волки и овцы: бееезумное превращение — вожак овец Белгур
- 2017 — Весёлая карусель № 47. Подлинный крокодил — рассказчик, главный крокодил
- 2018 — Снежная Королева: Зазеркалье — Адмирал
- 2018 — Волки и Овцы: Ход свиньёй — вожак овец Белгур
- 2019 — 2020 — Супер Ралли — папа
- 2019 — Турбозавры — Степан Петрович
- 2020 — Последние дни треша — Пено
- 2020 — Огонёк-Огниво — Архивариус
- 2022 — Маша и Медведь в кино: 12 месяцев — рассказчик

### Телесериалы
- 2017 — Годунов — закадровый голос

### Телепередачи и документальные фильмы
- 1994 — документальный фильм «Таганское танго» (производство студии «Лентелефильм»)
- 2000 — рассказчик в русской версии сериала «Телепузики» на канале «РТР»[10]
- 2006 — реалити-шоу «Империя» на «Первом канале» (1 выпуск)
- 2008 — «Самое шокирующее. Очевидец представляет» на телеканале «РЕН ТВ»[10]
- 2010 — документальный фильм «Алтай — начало начал» (производство ООО «Даниан-фильм»)
- 2010 — документальный фильм «Сокотра: Неизвестная сказка» (производство ЗАО «Всеобщие исследования»)
- 2010 — «Улётное видео по-русски» на канале «ДТВ»[10]
- 2010 — 2012 — «Криминальные хроники» на «Первом канале»
- 2011 — февраль 2015 — «Суд присяжных» на «НТВ»[10]
- 2013 — документальный фильм «Битвы за наследство» (производство телекомпании «Останкино», «Первый канал»)
- 2013 — документальный фильм «Скажем всем „Спокойной ночи!“» (производство телекомпании «Цивилизация», «Россия-1»)
- 2013 — докуреалити «Игры судьбы» на «Домашнем»
- 2015 — реалити-шоу «Чёрно-белое» на «Первом канале» (2 сезон)
- 2019 — четырёхсерийный документальный фильм «Дом моделей» (производство кинокомпании «Пигмалион Пикчерс», «Россия-К»)

### Другое
- 2019 — голосовой помощник Т-Банка[47]